# Alexander Swiatlowski
Alexander Swiatlowski (ur. 2 września 1994) – kanadyjski siatkarz, grający na pozycji środkowego. Od sezonu 2018/2019 występował we francuskiej Ligue A, w drużynie Grand Nancy Volley-Ball.